# Martin Douděra
Martin Douděra (* 1. února 2002) je český fotbalista, nejčastěji nastupující na pozici pravého křídelníka. Od února 2025 je hráčem jihočeského klubu SK Dynamo České Budějovice.

## Kariéra
S fotbalem začínal v Xaverově. Následně prošel mládežnickými kategoriemi týmů FK Viktoria Žižkov a FK Meteor Praha VIII. V roce 2016 přestoupil do akademie pražské Slavie. Postupem času se dostal až do rezervy týmu a v roce 2022 odešel na hostování do druholigové Vlašimi. Z té se dostal do pražské Dukly, které pomohl až do nejvyšší soutěže. Za Duklu v nejvyšší lize odehrál čtrnáct utkání.
V půlce února 2025 přestoupil do jihočeského klubu SK Dynamo České Budějovice. První ligové utkání odehrál proti pražské Spartě, ve kterém se dostal na hřiště během druhého poločasu.

## Osobní život
Martin Douděra pochází z fotbalové rodiny. Jeho bratr David hraje na pozici krajního pravého obránce, či záložníka. Jejich otec František Douděra je bývalý fotbalový útočník a současný trenér. Bratranec Lukáš Červ nastupuje na pozici středního záložníka. Červ i David Douděra patří mezi české reprezentanty.